# Всеволодово
Всеволодово — посёлок в городском округе Электросталь Московской области России.
Современный статус с 2022 года.

## География
Деревня Всеволодово расположена на востоке Московской области, в южной части городского округа Электросталь, примерно в 40 км к востоку от Московской кольцевой автодороги и 18 км к югу от центра города Ногинска.
К деревне приписано три садоводческих товарищества (СНТ).

### Географическое положение
В 2 км к северу от деревни проходит Носовихинское шоссе, в 12 км к югу — Егорьевское шоссе Р105, в 3 км к западу — Московское малое кольцо А107, в 30 км к востоку — Московское большое кольцо А108, севернее деревни — пути Горьковского направления и хордовой линии Мытищи — Фрязево Ярославского направления Московской железной дороги. Ближайшие населённые пункты — деревня Стёпаново, посёлки Елизаветино и Новые Дома.

## История
В середине XIX века принадлежала гвардии ротмистру Всеволоду Николаевичу Сипягину, в деревне было 17 дворов, крестьян 67 душ мужского пола и 77 душ женского.
В «Списке населённых мест» 1862 года Всеволодово (Антоново) — владельческая деревня по правую сторону железной Нижегородской дороги (от Москвы), в 22 верстах от уездного города и 31 версте от становой квартиры, при колодце, с 16 дворами и 140 жителями (63 мужчины, 77 женщин).

### Административно-территориальная принадлежность
В XIX веке деревня относилась ко 2-му стану Богородского уезда Московской губернии
По данным на 1890 год — деревня Игнатьевской волости 2-го стана Богородского уезда Московской губернии с 73 жителями.
По материалам Всесоюзной переписи населения 1926 года — центр Всеволодовского сельсовета Павлово-Посадской волости Богородского уезда в 2 км от Богородского шоссе и станции Фрязево Нижегородской железной дороги, проживало 325 жителей (158 мужчин, 167 женщин), насчитывалось 73 хозяйства, из которых 62 крестьянских, имелась школа 1-й ступени.
С 1929 года — населённый пункт Московской области.
1929—1930 гг. — деревня Стёпановского сельсовета Богородского района.
1930—1963, 1965—1994 гг. — деревня Стёпановского сельсовета Ногинского района.
1963—1965 гг. — деревня Стёпановского сельсовета Орехово-Зуевского укрупнённого сельского района.
1994—2006 гг. — деревня Стёпановского сельского округа Ногинского района.
2006—2018 гг. — деревня сельского поселения Стёпановское Ногинского муниципального района.
С 1 января 2018 деревня в составе городского округа Электросталь Московской области.
Статус посёлка — с марта 2022 года, согласно Постановлению Губернатора Московской области от 11.03.2022 № 70-ПГ «Об изменении категории сельского населённого пункта — деревни Всеволодово, административно подчинённой городу Электросталь Московской области, и внесении изменения в Учётные данные административно-территориальных и территориальных единиц Московской области».

## Население
| 1852  | 1859 | 1890 | 1926 | 2002 | 2006 | 2010  |
| ----- | ---- | ---- | ---- | ---- | ---- | ----- |
| 144   | ↘140 | ↘73  | ↗325 | ↘74  | ↘43  | ↗2959 |
| 2021  |      |      |      |      |      |       |
| ↗3456 |      |      |      |      |      |       |

В переписи 2010 года численность населения деревни указана с учётом соседнего посёлка Ногинск-5 (в/ч 20760), бывшего закрытого городка Министерства обороны РФ.

## Инфраструктура
Градообразующим предприятием является АО «502 завод по ремонту военно-технического имущества» (АО «502 ЗРВТИ»).
В 1913 году — 55 дворов, бакалейная лавка.

## Транспорт
Всеволодово легкодоступно автотранспортом. Связан посёлок автобусным сообщением со станцией Фрязево Горьковского направления МЖД.